# 10942 Natashamaniar
10942 Natashamaniar è un asteroide della fascia principale. Scoperto nel 1999, presenta un'orbita caratterizzata da un semiasse maggiore pari a 2,5859328 au e da un'eccentricità di 0,1967050, inclinata di 10,30142° rispetto all'eclittica.